# Marianne

Logo al guvernului francez, adoptat în 1999.

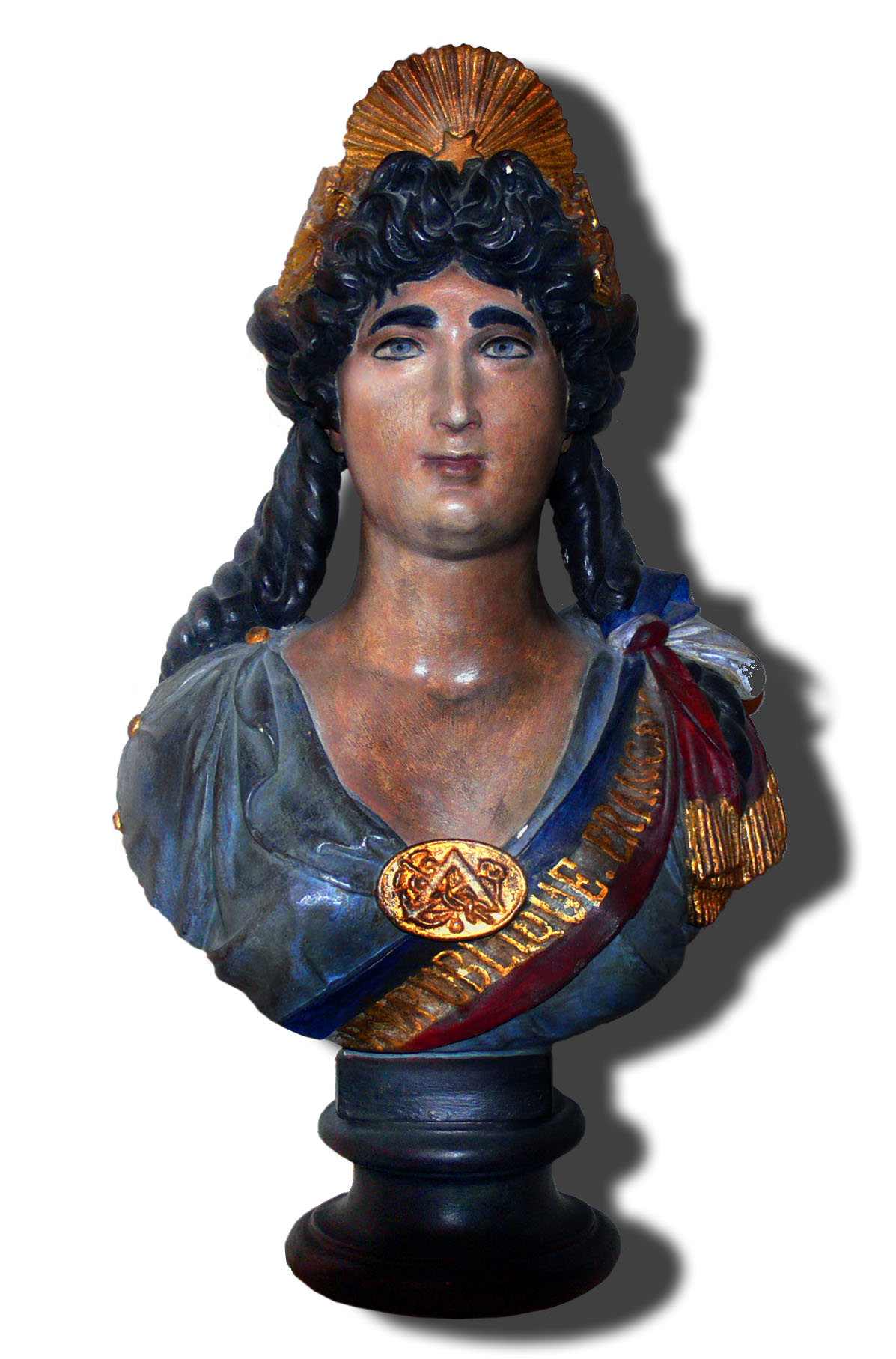
Bustul Mariannei, în Senatul Republicii Franceze

Marianne (pronunțat [maʁjan]) este figura alegorică a Republicii Franceze. Sub aparența unei femei purtând o bonetă frigiană, Marianne încarnează Republica Franceză și reprezintă, prin ea-însăși, valorile republicane franceze conținute în deviza: «Liberté, Égalité, Fraternité».

## Originea prenumelui
Prenumele Marianne provine de la contracția prenumelor Marie și Anne, două prenume foarte răspândite în secolul al XVIII-lea în Franța, și purtate de mai multe regine, între care Marie de Médicis, Anne d’Autriche, Marie-Antoinette. Era foarte răspândit, la sfârșitul secolului al XVIII-lea și în mediile populare, în special la țară, ori în rândul personalului casnic din casele burgheze. Utilizarea acestui prenume ca simbol al Republicii, pentru prima oară, a fost atribuită unui cântec revoluționar originar din sudul Franței.
Deși acest cântec datează din 1792 și a fost deja menționat în Trésor du Felibrige de Frédéric Mistral, asocierea cântecului cu simbolul Republicii nu a fost făcută decât în 1976. Orice ar fi, satul Puylaurens revendică de atunci titlul de «leagăn occitan al Mariannei republicane».
Aristocrații contrarevoluționari utilizau dublul prenume „Marie Anne”, forma « Marianne » părându-le prea populară, la limita vulgarului. Revoluționarii au adoptat această ultimă formă pentru a simboliza schimbarea regimului, dar, mai ales, acesta aducea în față simbolica «mamei patrii», a mamei hrănitoare, care protejează copiii Republicii. Utilizarea acestui prenume ca simbol ar fi, prin urmare, născut dintr-un consens stabilit între partizanii și adversarii republicii, apoi acceptat de întregul popor francez. 
Potrivit unei alte versiuni, primul model al Mariannei ar fi fost o fată din Sigolsheim, în Alsacia.

## Reprezentări
Primele reprezentări ale unei femei purtând o bonetă frigiană, alegorie a Libertății și a Republicii, apar în timpul Revoluției Franceze. De-a lungul timpului, reprezentările diferă potrivit cu epocile în care au fost realizate și cu preocupările poporului francez, și nu poartă, în mod sistematic, totalitatea simbolurilor.
De la începutul secolului al XX-lea, imaginea Mariannei va fi gravată și pe obiecte de foarte largă difuziune în rândul populației, cum sunt monedele și mărcile poștale.

### Statui alegorice
Statuia Libertății, aflată în rada portului New York, alegorie întitulată « La liberté éclairant le monde », dăruită de Franța Statelor Unite ale Americii reprezintă ceea ce cele două republici, ale căror Constituții au provenit din Epoca Luminilor, au în comun: libertatea luminată și luminătoare; o Alma mater a conștiinței civice care nu este alta decât Marianne.

### Mărci poștale franceze
După Eliberarea Franței, la sfârșitul celui de-Al Doilea Război Mondial, pe foarte multe serii de mărci poștale franceze de uz curent sunt reprezentate alegorii feminine care amintesc de Marianne. 

### Monede franceze

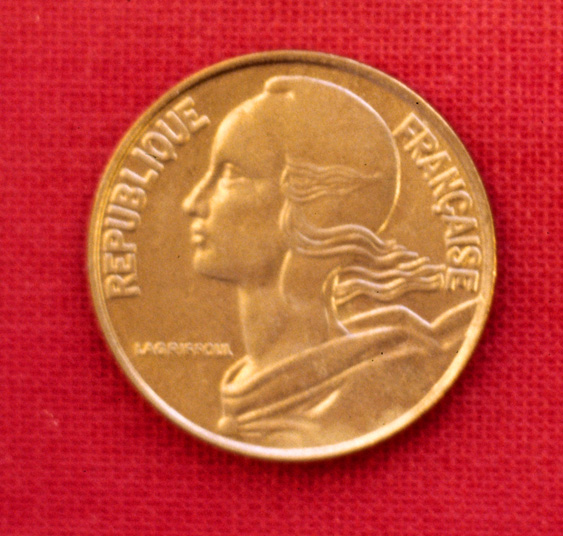
Portret al Mariannei, gravat pe o monedă de 20 de centime de franc, de artistul Lagriffoule; avers: circular, RÉPUBLIQUE FRANÇAISE, cap spre stânga

Unele monede franceze au gravate efigia Mariannei. Între acestea sunt ultimele centime de franc, moneda de 10 franci francezi din 1986 (gravate de Joaquin Jimenez), monedele de franci Pacific, precum și fețele franceze ale actualelor monede de 1, 2 și 5 centime de euro.

### Comunicarea guvernului francez
În 1999, guvernul francez a adoptat un logo, care reprezintă profilul unei Marianne desenate în alb pe fond albastru și roșu, figurând astfel tricolorul francez, însoțit de deviza « Liberté • Égalité • Fraternité », precum și de mențiunea « République française ». Este utilizat de ansamblul serviciilor statului francez (ministere, secretariat de stat, prefecturi, servicii deconcentrate, etc.).

## Modele

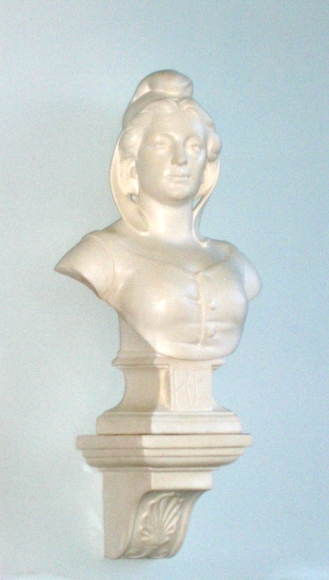
Modelul distribuit în școlile franceze la începutul secolului al XXI-lea.

Modelele care au servit reprezentărilor Mariannei sunt numeroase și variate.
Artiștii care au realizat busturi ale Marianei au utilizat ca model:
- soția lor;
- un model, o femeie frumoasă necunoscută;
- modele locale;
- personalități.

Nu există un model oficial al Mariannei. Totuși, Asociația Primarilor din Franța (AMF) alege, în mod regulat, franțuzoaice celebre pentru a-i împrumuta trăsăturile lor Mariannei:
- 1968 : Brigitte Bardot
- 1978 : Mireille Mathieu
- 1985 : Catherine Deneuve
- 1989 : Inès de la Fressange
- 2000 : Laetitia Casta (sculptor Marie-Paule Deville-Chabrolle)
- 2012 : Sophie Marceau

De la Eliberarea din 1944, aceste femei erau doar actrițe celebre, dar în 1989 stilista Inès de la Fressange a fost aleasă, apoi, în 2000, alegerea mediatiztă a noii Marianne de AMF s-a îndreptat spre manechinul Laetitia Casta. 
În 2003, Comitetul Mariannei de Aur, o entitate privată, fără nicio legătură cu AMF, a desemnat-o pe Évelyne Thomas. Această alegere a fost subiectul unei controverse.

## Simbolică
Simbolurile Marianei sunt adesea împrumutate din Antichitatea greco-romană sau din francmasonerie.
| Reprezentare      | Simbol                        |
| ----------------- | ----------------------------- |
| Boneta frigiană   | Sclav eliberat în Antichitate |
| Coroana           | Invincibilitatea              |
| Sânii goi         | Mamă hrănitoare și emancipare |
| Platoșa           | Puterea politică              |
| Leul              | Curajul și forța poporului    |
| Steaua            | Inteligența                   |
| Triunghiul        | Egalitatea                    |
| Lanțuri rupte     | Libertatea                    |
| Mâini încrucișate | Fraternitatea / Frăția        |
| Fascii            | Autoritatea statului          |
| Balanță           | Justiția                      |
| Stupul            | Munca                         |

## Galerie de imagini

„Libertatea conducând poporul” (Pictură de Eugène Delacroix) Libertatea este reprezentată alegoric sub trăsăturile Mariannei.
Marianne, pe aversul unei monede de 20 de franci aur, din 1909 (Napoleon): RÉPUBLIQUE FRANÇAISE, cap purtând o bonetă frigiană şi cunună de stejar, spre dreapta.
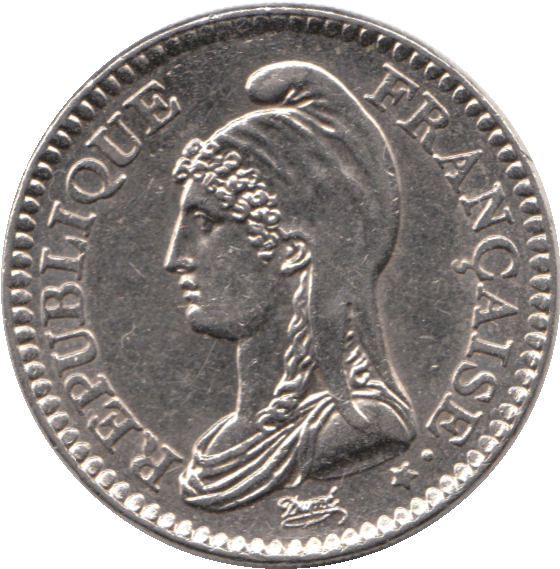
Monedă de 1 franc francez (ediţia 1992); avers: circular, RÉPUBLIQUE FRANÇAISE•; cap spre stânga, Marianne purtând bonetă frigiană; margini perlate
Statuia Libertăţii din rada portului New York, reprezintă libertatea luminată și luminătoare.
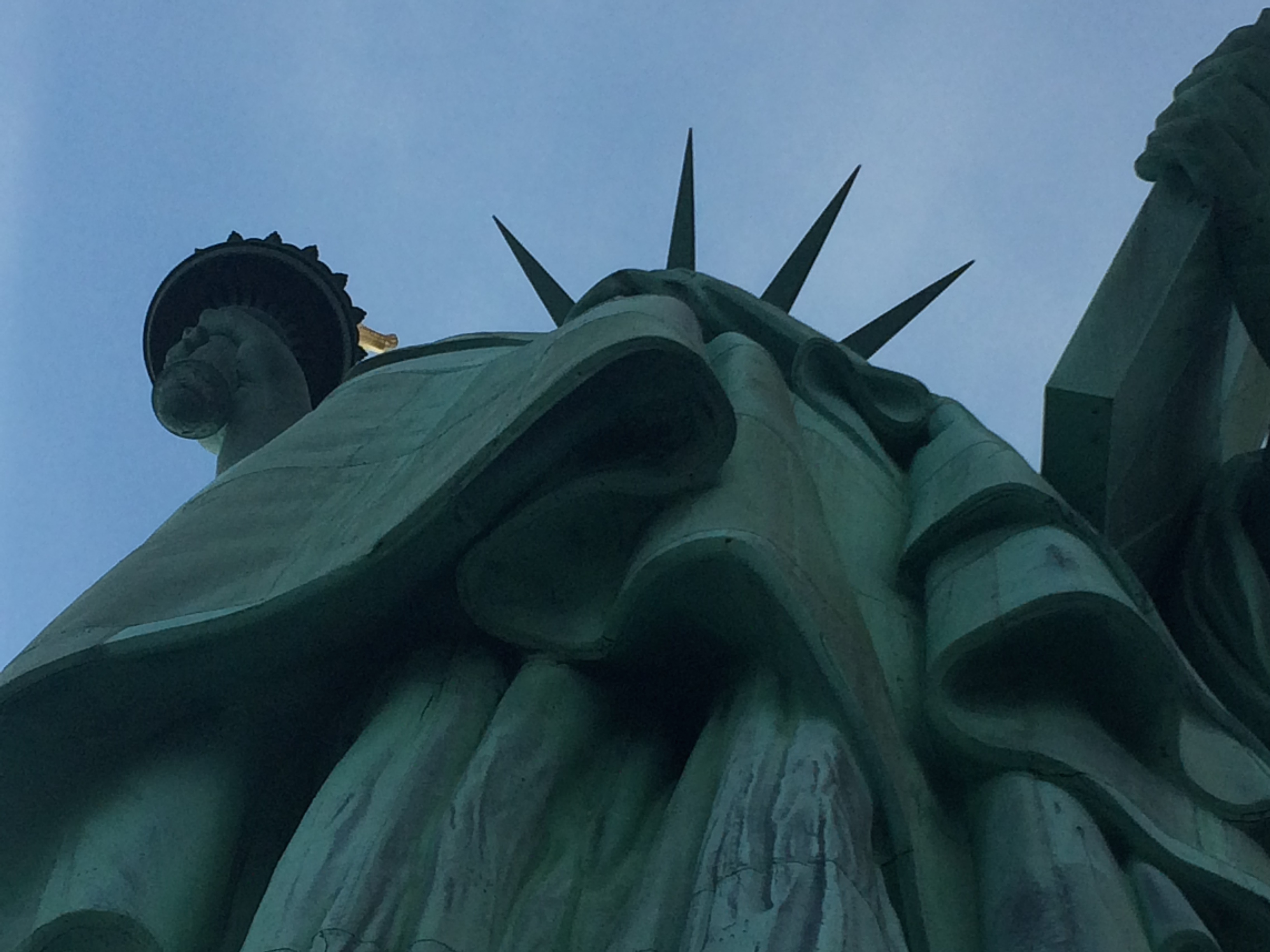
La Liberté éclairant le monde (în română, „Libertatea iluminând lumea”) - Prototipul Statuii Libertății din rada portului New York se află în Jardin du Luxembourg, din Paris
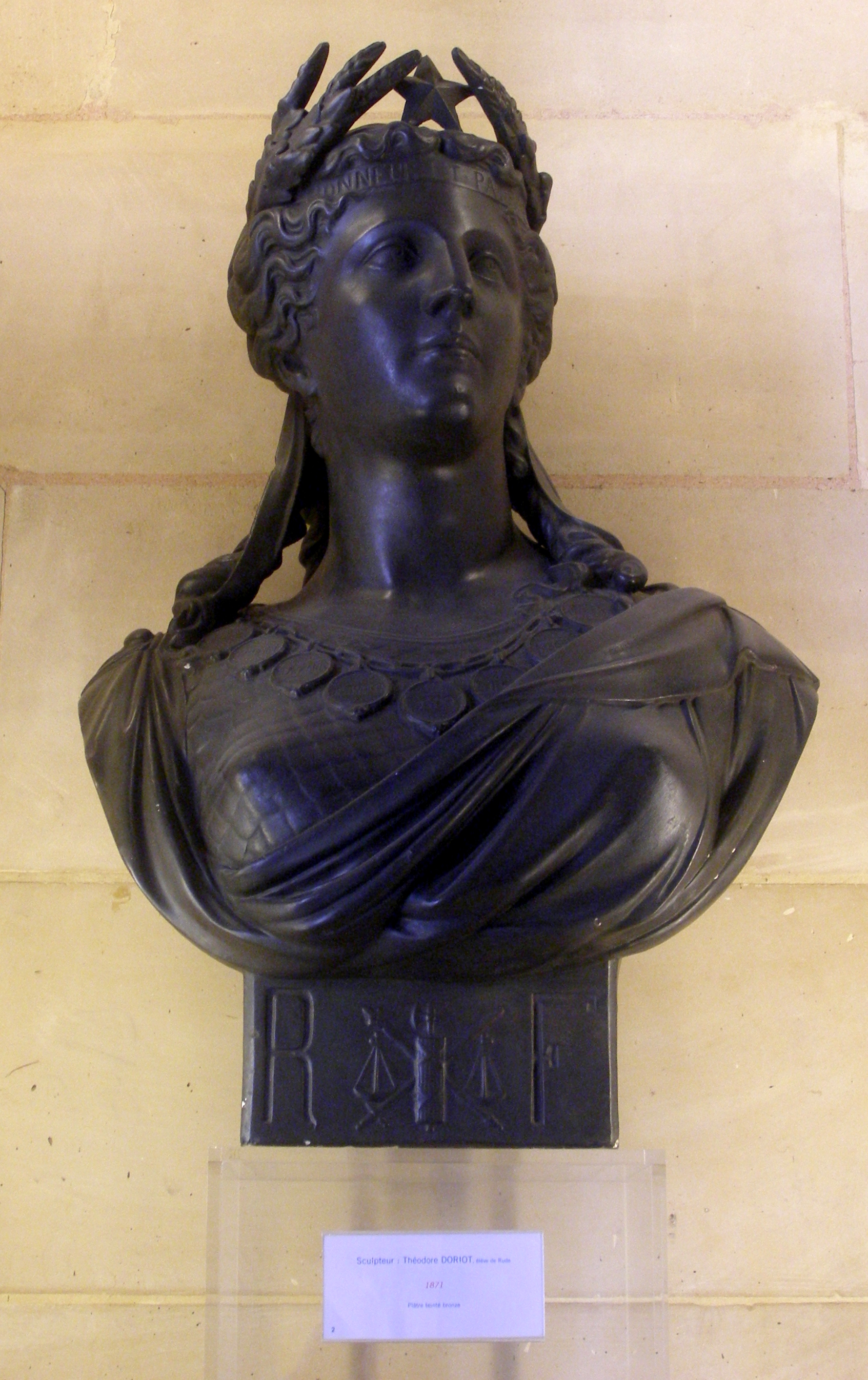
Bustul Mariannei de Théodore Doriot